# Parafia św. Maksymiliana Kolbego w Kolnicy
Parafia świętego Maksymiliana Kolbego w Kolnicy – parafia rzymskokatolicka, znajdująca się w diecezji ełckiej, w dekanacie Augustów – św. Bartłomieja Apostoła.